# 大阪港
大阪港（おおさかこう）は、大阪府大阪市にある港湾。港湾法上の国際戦略港湾に指定されている。 日本の主要な国際貿易港（五大港）の一つで、スーパー中枢港湾の指定を神戸港と共に受けている。1868年9月1日（慶応4年7月15日）に開港。港湾管理者は大阪市。2020年（令和2年）10月1日から大阪市と大阪府が共同設置した大阪港湾局の所管となったが、港湾管理者は変更されない。
港則法・関税法上は、神戸港・尼崎西宮芦屋港・大阪港（港湾法上の大阪港・堺泉北港）の港域を統合した阪神港の一部とみなされ、阪神港大阪区となる（港則法上は特定港に指定されている）。また、大阪府によって海上輸送基地（防災拠点港）に指定されている。

## 概要

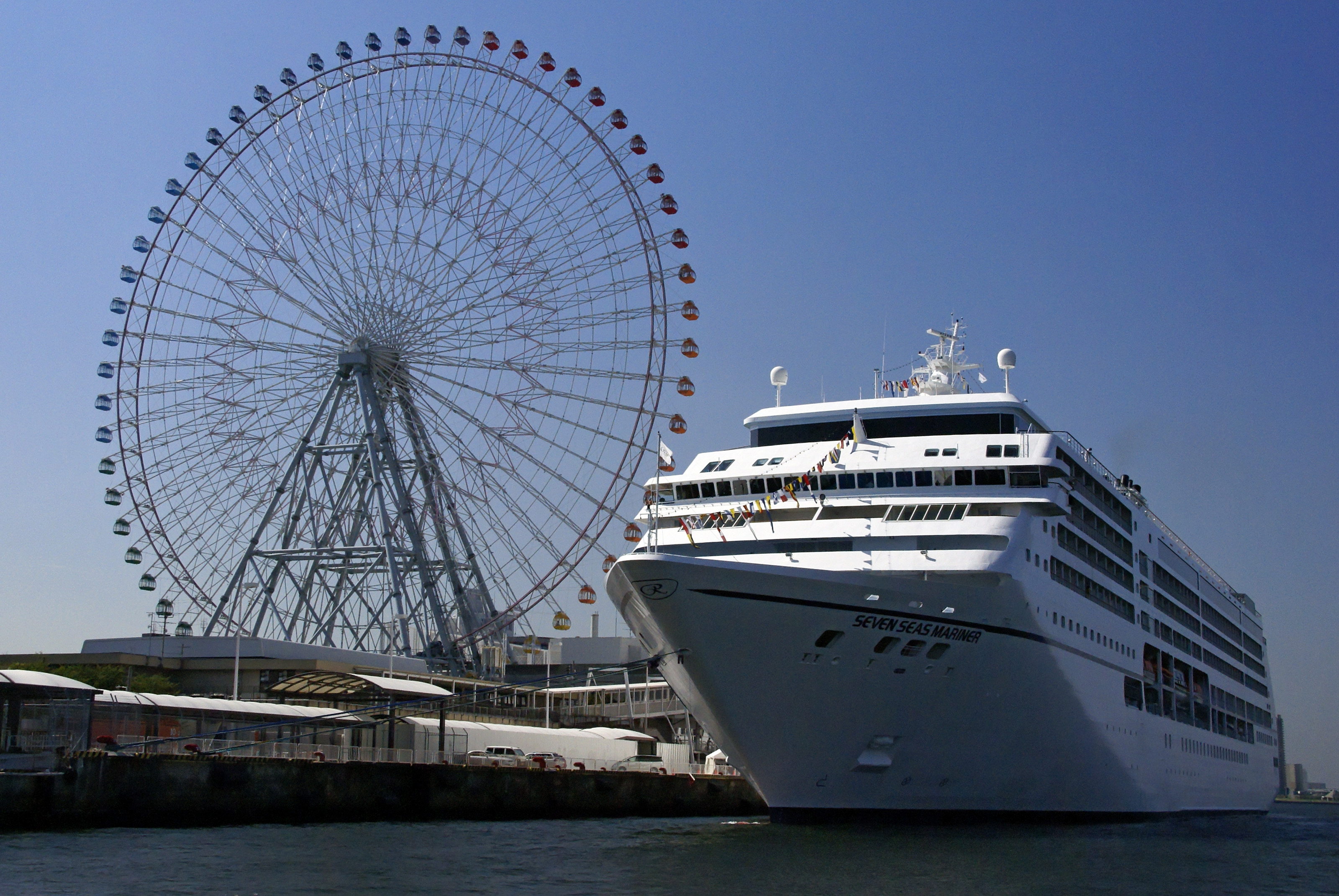
停泊するクルーズ客船と天保山大観覧車

大阪湾の最奥部に位置し、北西は尼崎西宮芦屋港、南は堺泉北港に隣接する。港湾区域の北端は兵庫県尼崎市境となる中島川、南端は堺市境となる大和川であるが、臨港地区は海に面する5区のうち淀川（新淀川）以南の4区を中心に展開し、同以北の西淀川区には主だった施設等がない。また、臨港地区は安治川と木津川を介して海に面さない3区にも展開している。
明治以降、国営の国際貿易港として建設された神戸港とは対照的に、大阪市が自ら建設・運営に関わった市営港湾の伝統を有する。阪神・淡路大震災の神戸港被災を契機に近畿圏の国際海上コンテナ拠点としての比重も高まり、2022年の外貿コンテナ取扱個数は213万TEUで国内5位。震災後、国内首位から4位に後退した神戸港（225万TEU）と比較しても遜色のない水準に成長した。

### 面積
- 港湾区域 4,575 ha
  - 北端 - 中島川河口
  - 南端 - 大和川河口
- 臨港地区 1,979 ha
  - 此花区・港区・大正区・住之江区・西区・西成区・浪速区に展開する。

## 港勢
大阪市公式サイト港湾統計（年報）「2022年の大阪港の港勢」より抜粋。

### 入港船舶
- 総数 21,267隻（総トン数 101,004,174）
  - 外航船 4,494隻（総トン数 60,761,644）
    - うちフルコンテナ船 3,152隻（総トン数 46,658,042）

  - 内航船 16,773隻（総トン数 40,242,530）
    - うちフェリー船 1,798隻（総トン数 24,001,186）

### 取扱貨物量
- 総数 8,557万トン
  - 外貿 3,437万トン（うちコンテナ 3,237万トン）
    - 輸出 849万トン（うちコンテナ 765万トン）
    - 輸入 2,587万トン（うちコンテナ 2,472万トン）

  - 内貿 5,120万トン（うちフェリー 3,464万トン）
    - 移出 2,248万トン（うちフェリー 1,634万トン）
    - 移入 2,873万トン（うちフェリー 1,830万トン）

## 歴史

### 河港時代
6世紀頃の 難波津（なにわづ）、住吉津（すみのえのつ）といった海港は、やがて淀川が運ぶ土砂の堆積で衰退してしまい、平安時代から鎌倉時代には、 淀川左岸の渡辺津（わたなべのつ）と呼ばれる河港に姿を変えた。安土桃山時代から江戸時代には、豊臣・徳川の両政権によって「天下の台所」と称される水運の発達した大坂市街が形成されたが、この時代の大坂は海に面さない内陸の街だった。
茅渟の海と呼ばれていた大阪湾から大坂市街へは、淀川水系の河川を数km遡上する必要があり、北前船や菱垣廻船といった大型船は市内まで入らず淀川や木津川などの下流部や河口に停泊し、そこから小型船で貨物を運搬していた。船が市内へ上れるよう、また洪水を防ぐため、河川の改修や浚渫は江戸時代を通じて行われた。1683年（天和3年）には河村瑞賢が、曲がりくねって浅い淀川の水運と治水のため、九条島を二つに割いて安治川を開削。次いで1699年（元禄12年）には木津川の流路も難波島を二つに割いて航行をスムーズにさせ、安治川と木津川は二大水路として繁栄した。
大坂城の北で淀川に合流していた大和川は、ひとたび氾濫すると河内低地が水没するなど甚大な被害を出していたが、1704年（宝永元年）に河内郡今米村庄屋の中甚兵衛らの尽力によって、堺の北で大阪湾に出るよう付け替えられた。大和川が淀川水系から切り離され、土砂の流入は半減したが、しかしなおも土砂で川が浅くなり続けたため、1831年（天保2年）には再度安治川の浚渫が行われた。この時に出た土砂により、天保山が築かれている。また、河川の改修と並行して新田開発が盛んに行われた。
1858年の日米修好通商条約の交渉過程で米国全権のタウンゼント・ハリスは大坂の「開港」を要求したが、幕府全権の岩瀬忠震は経済の中心が大坂で確定してしまい江戸の衰退につながると反対し、大坂は「開市」に留まることとなった。1868年1月1日（慶応3年12月7日）に大坂の開市と神戸港の開港が実施され、鳥羽・伏見の戦いののち大久保利通が「大坂遷都論」を展開し、1868年4月15日（慶応4年3月23日）から5月28日（閏4月7日）まで明治天皇の大坂行幸（大坂親征）が実施された。明治天皇大坂行幸中の1868年5月3日（慶応4年4月11日）に江戸開城が成ると、大久保に対して前島密が「江戸遷都論」を展開し、「大坂遷都論」は立ち消えとなった。そして、江戸遷都の方針が固まると、経済の大坂偏重や皇都警戒といった大坂を開市に留めておく理由がなくなり、大坂の「開市」が「開港」に改められることとなった。1868年7月16日（慶応4年5月27日）に各国公使へ大阪開港の方針が伝達され、1868年8月27日（慶応4年7月10日）に五代友厚が英・米・仏・蘭・普の領事等と協議して「大坂開港規則」の承認を得た。
1868年9月1日（慶応4年7月15日）に大阪港が開港し、川口外国人居留地の西隣、安治川左岸に位置する富島が開港場となった。しかし、安治川を河口から約6km遡上する富島まで大型船は入港できず、大坂の外国人貿易商らは続々と神戸へ転出。そして、1871年（明治4年）を最後に外国船は大阪港に入港しなくなった。

### 第一次修築工事
1873年（明治6年）、オランダ人技師ジョージ・アーノルド・エッセルとヨハニス・デ・レーケが来日し、大阪入りした。彼らは日本政府から、長年悩みの種であった淀川の治水および港湾機能回復の案を出すよう望まれ、現地調査のうえ淀川に放水路を開削し、天保山付近へ新港を建設するという解を出し、改修計画を作った。しかしこれらは政府の財政難のため実現していない。
1885年（明治18年）には有史以来とも言われる淀川大洪水が発生し、大阪の経済は一時麻痺状態に陥った。外国船が入港しなくなったこともあり、大阪市民の間から淀川付け替えと国際貿易港の建設の声が高まるが、財政難の政府はデ・レーケ案のうち新淀川開削を優先して着工した。これに対して、1890年（明治23年）に大阪市民の有志らが発起人となって、独自にデ・レーケらと天保山付近での築港調査を開始する。特に、大阪湾に西面する河口付近では、西風に起因する波に直面するため、河口を南北から挟み込むように大きな防波堤が構想された。大阪市は1894年（明治27年）に築港計画を策定し、1897年（明治30年）には西成郡川南村をはじめとする海側の町村を編入した上で（大阪市第一次市域拡張）、政府ではなく大阪市営のプロジェクトとして「大阪港第一次修築工事」の起工式を天保山で行った。難波津以来となる海港の造成というこの一大プロジェクトには、当時の市の予算の20数倍に当たる巨費が投じられた。
安治川河口からは直線的に、木津川河口からは尻無川の延長線上へカーブしてから直線的に延びる防波堤を築き、現在の港区側に当たる外港部分と、大正区側に当たる内港部分の2ブロックからなる計画であった。防波堤内を約8.5mの水深まで掘り下げ、その土砂で現在の港区築港・海岸通、大正区鶴町・船町などが埋立造成された。1903年（明治36年）には築港大桟橋が完成し、花園橋 - 築港間に大阪市電築港線が開通した（公営電気鉄道では日本初）。
しかし当初大桟橋の利用が伸びず、大型船が来ない代わりに夕涼みと魚釣りの市民で賑わう有様であった。1916年（大正5年）、市の財政難と、西風にあおられ地盤も弱い河口付近の難工事により、第一次修築工事は一時中断してしまう。しかし、第一次世界大戦景気で大阪港の利用が増え、築港の完成を望む声が高まったため、1918年（大正7年）から市に代わり民間企業の資金協力・工事代行（完成後は出資業者が優先使用）により再着工された。1920年（大正9年）に大阪税関本関が富島から築港へ移転、1922年（大正11年）には大阪商船の出資により天保山桟橋が完成し、内航客船の発着が富島（川口）から築港へ移った。そして、1929年（昭和4年）に32年にわたる第一次修築工事が完工した。

### 第二次修築工事
大正末期頃から大阪港は再び狭いと評されるようになり、またも神戸港への遷移が目立ち始めていた。東京高商（現一橋大学）教授から大阪市長に転じた都市計画学者・關一は、1927年（昭和2年）、第一次修築工事の完工を待たずに、新淀川河口から大和川河口にかけて防波堤を築き、港域を2.5倍にする築港計画を策定し、1928年（昭和3年）から「大阪港第二次修築工事」に着手した。
1933年（昭和8年）、大阪港の南北2本の灯台の建て替えが完了。旧灯台と比べ倍以上の高さ（堤防上から17m）となる。
1939年（昭和14年）には取扱貨物量等が日本で最大となり、神戸・横浜と並ぶ日本三大港湾の一つとなった。第二次修築工事により北港が完成し、1944年（昭和19年）には築港の中央突堤も完成したが、第二次世界大戦激化のため第二次修築工事は中断され、南港は未完となった。
1945年（昭和20年）、大阪港一帯は米軍による大阪大空襲によって壊滅的な被害を受けた。焼け野原と化した港区は大阪市22区（当時）のうち犠牲者が最多となり、重工業地域の此花区西部は第5回と第7回の空襲において集中的な爆撃を受けた。また、同年9月に発生した枕崎台風によって高潮と浸水が起こった。

### 修築10ヶ年工事
大阪港周辺では戦前から地下水のくみ上げによる地盤沈下が問題となっていた。そこで、中断していた第二次修築工事を改め、安治川左岸下流部、尻無川左岸下流部、千歳運河などを拡幅して安治川内港（弁天埠頭）と大正内港を作り、拡幅浚渫で発生した土砂で港区と大正区を約2m盛土（嵩上げ）して区画整理するという大阪港復興計画が策定され、1947年（昭和22年）に「大阪港修築10ヶ年工事」が開始された。
しかし、B-29が大阪湾内に投下した機雷の掃海作業が遅れ、1948年（昭和23年）に大阪港の主要部分と阪神水路のみ安全宣言が出されたものの、1950年（昭和25年）にはジェーン台風によってまたも高潮による浸水が起き、川筋も含めた大阪港全体の安全宣言が出されたのは1952年（昭和27年）だった。
1960年代までに内港化工事と盛土工事はほぼ完成し、また、南港の埋め立ても開始され、大阪港の拡大が続いた。一方、新淀川以北の西淀川区沿岸部は、ジェーン台風以降1967年（昭和42年）の再陸地化まで水没したまま放置されるなど、臨港地区の造成には消極的であった。
- 1948年（昭和23年） 海外貿易再開。
- 1950年（昭和25年） ジェーン台風で高潮、浸水被害。
- 1951年（昭和26年） 重要港湾、続いて特定重要港湾に指定される。
- 1952年（昭和27年） 港湾法施行、大阪市が大阪港の港湾管理者となる。
- 1958年（昭和33年） 南港地区の埋立造成工事開始。
- 1961年（昭和36年） 中国との民間貿易再開。
- 1965年（昭和40年） 弁天埠頭が完成し、天保山桟橋に代わって内航旅客ターミナルとなる。
- 1967年（昭和42年） サンフランシスコ港と姉妹港提携。
- 1971年（昭和46年） 南港地区に大阪南港フェリーターミナル開業。
- 1972年（昭和47年） 北港処分地の埋立工事開始。
- 1973年（昭和48年） 日本最初のコンテナ船専用岸壁開業。
- 1974年（昭和49年） メルボルン港と姉妹港提携。
- 1974年（昭和49年）阪神高速道路4号湾岸線港大橋が開通。
- 1979年（昭和54年） 南港地区に魚つり園、海水遊泳場開業。
- 1980年（昭和55年） ル・アーヴル港と姉妹港提携。これを機に大阪港の紋章を制定。
- 1981年（昭和56年） ニュートラムが開通。上海港と友好港提携。
- 1983年（昭和58年） '83大阪世界帆船まつり開催、南港地区に大阪南港野鳥園開業、バルパライソ港と姉妹港提携。
- 1985年（昭和60年）南港地区に国際展示場インテックス大阪開業、上海との間に国際フェリー就航、釜山港と姉妹港提携。
- 1987年（昭和62年） 大阪港開港120年ならびに大阪北港ヨットハーバーの完成を記念してメルボルン港をスタートとする太平洋縦断ヨットレース「メルボルン/大阪ダブルハンドヨットレース」開始（以後4年おきに開催）。
- 1988年（昭和63年）5月18日 プリアムーリエ号火災事故。
- 1990年（平成2年） コンテナ化が進まず機能低下していた天保山地区で、アメリカの旧式港湾再開発手法（ウォーターフロント）に倣い海遊館やサントリーミュージアムで構成される天保山ハーバービレッジが開業。
- 1994年（平成6年） アジア太平洋トレードセンター （ATC） 開業、帆船「あこがれ」就航、舞洲スポーツアイランド開業、サイゴン港と姉妹港提携。
- 1995年（平成7年） 阪神・淡路大震災の影響で、室戸汽船などの神戸入港の船が一時利用した（室戸汽船はその後、売り上げ増加により正式に利用するようになった）。
- 1997年（平成9年） 大阪港築港100周年記念帆船レースSAIL OSAKA '97開催。
- 2000年（平成12年） 南港再開発地区になにわの海の時空館開館、帆船「あこがれ」世界一周航海達成。
- 2004年（平成16年） スーパー中枢港湾の一つに指定される。
- 2010年（平成22年） 国際戦略港湾の一つに指定される。
- 2020年（令和2年）10月1日 大阪市と大阪府の港湾局の統合に伴い大阪港湾局の所管となる[2]。

## 主な施設

### 築港

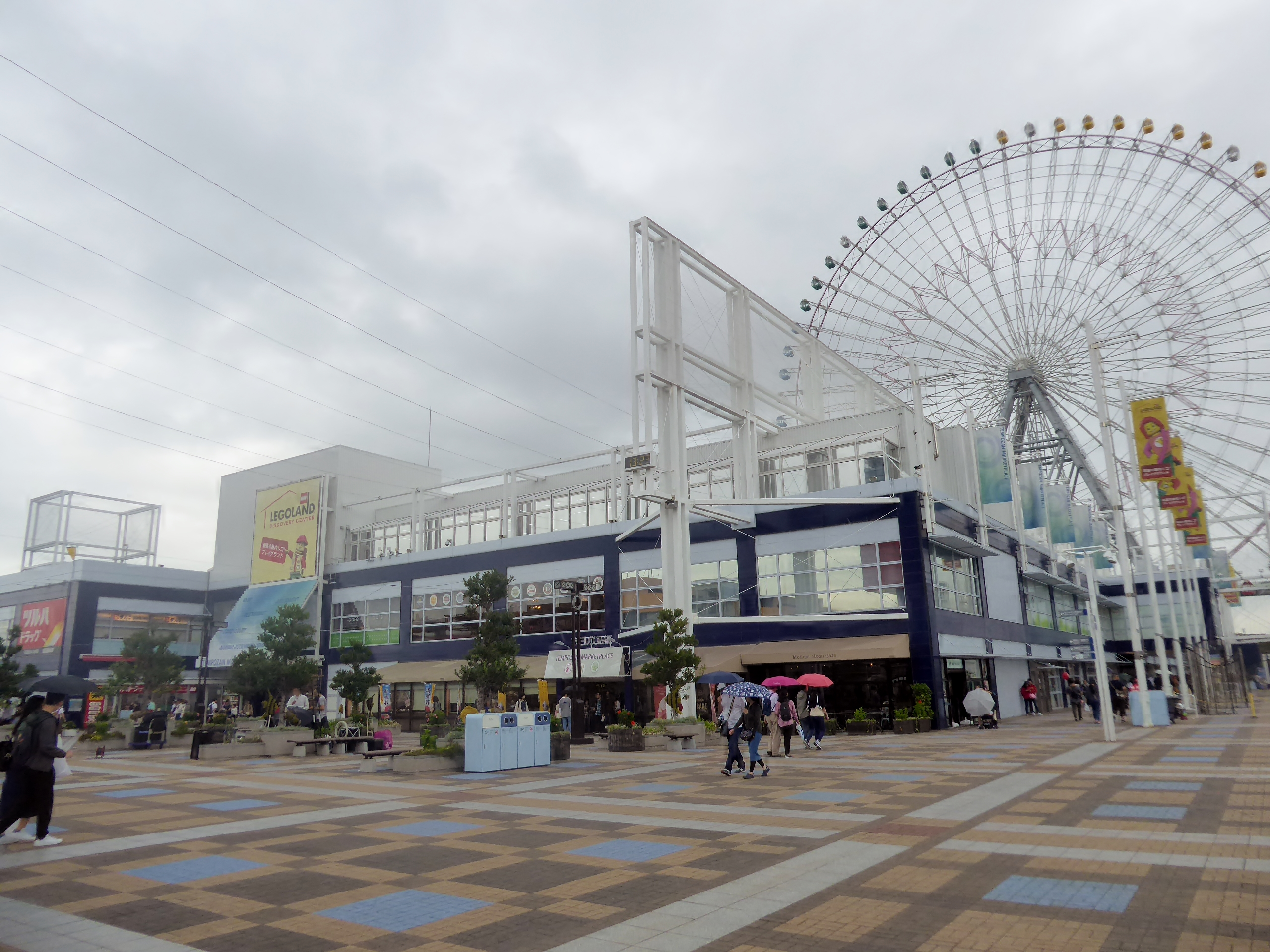
天保山ハーバービレッジ

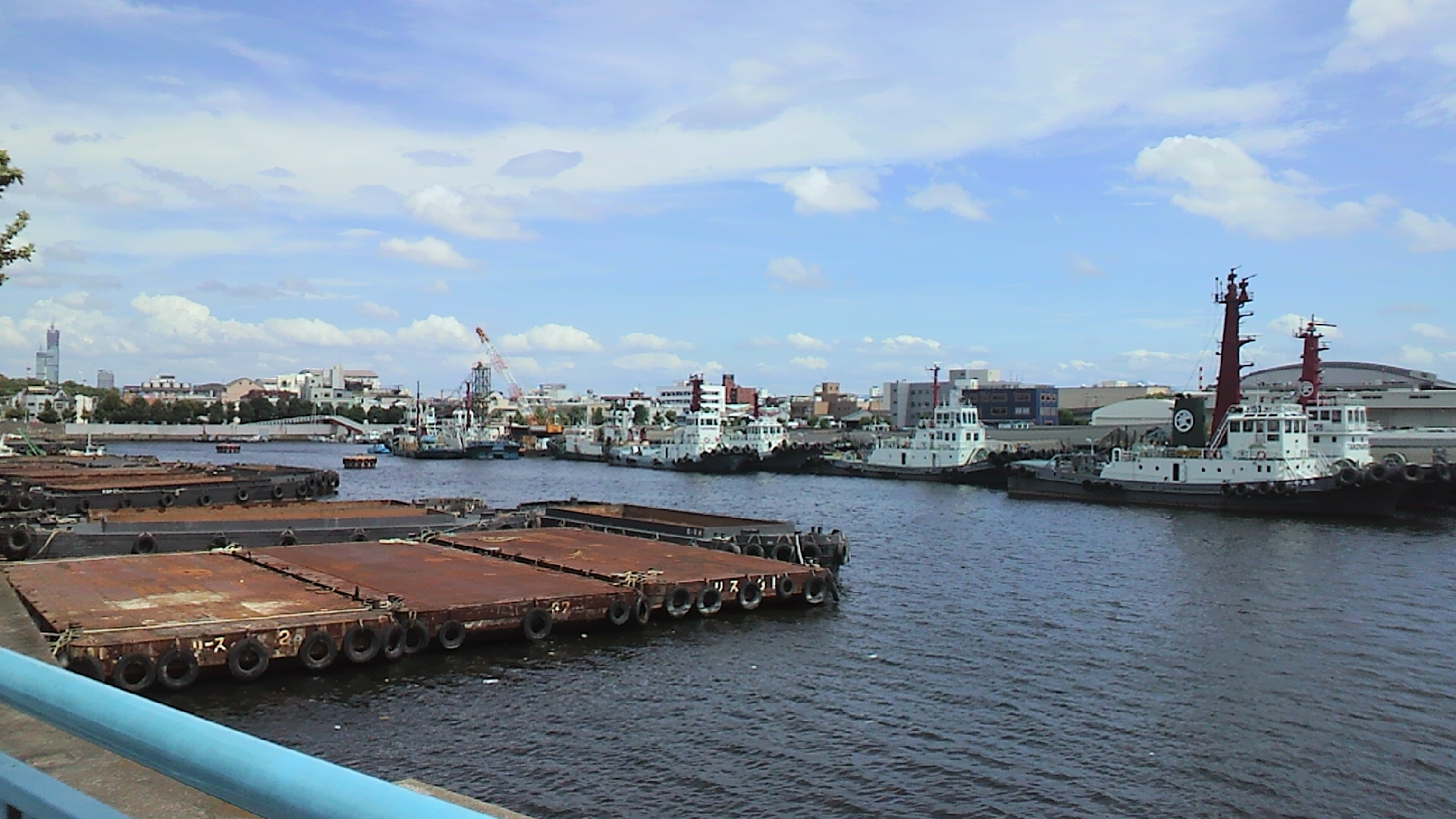
大正内港

築港（ちっこう）は、安治川 - 木津川間の港区と大正区に位置する最初に完成した港。一般的には港区側を指し、1916年（大正5年）に尻無川が拡幅され、戦後に内港化された大正区側は大正内港として区別される。なお、同じく戦後に内港化された港区側の安治川内港（弁天埠頭など）も築港とは区別される。一部の定期客船・クルーズ客船や在来貨物船を除き、船の出入りは少ないが、大阪税関本関が入居する大阪港湾合同庁舎は築港にある。中央突堤より北側の海岸部は天保山公園にかけて再開発され、複合型アミューズメント施設「天保山ハーバービレッジ」となっている。
利用する施設にもよるが、アクセスは鉄道の場合Osaka Metro中央線の大阪港駅が近い。
築港の海岸部に位置する7施設はみなとオアシス大阪港・天保山に登録され、天保山西岸壁船客待合所（海遊館西はとば）が代表施設となっている。7施設のうち唯一築港赤レンガ倉庫（ジーライオンミュージアム）が中央突堤より南側に位置しており、今後中央突堤より南側の海岸部も築港赤レンガ倉庫にかけて再開発される予定である。

#### 築港の主な施設
- 天保山渡船場（築港側）
  - 天保山公園北端と北港の桜島岸壁上流側を結ぶ渡船が運航されている。
- 天保山客船ターミナル（天保山岸壁）
  - 外航クルーズ客船が寄航する。1923年から1965年まで内航客船ターミナルだった天保山桟橋とおおむね同じ位置にある。その後外航客船埠頭として天保山岸壁が再整備され、1987年に天保山客船ターミナルが供用を開始した。
- 海遊館西はとば（天保山西岸壁）
  - 海遊館西はとばとユニバーサルシティポート（桜島浮桟橋）を結ぶシャトル船の「キャプテンライン」や、港内を周遊する帆船型観光船の「サンタマリア」（大阪水上バス）が就航する。
- 中央突堤北岸壁
  - 築港大桟橋時代から大型船舶が寄港する箇所だが、岸壁延長が短い（天保山岸壁の半分以下）。
- 第1・第2突堤
  - 第1突堤 - 第2突堤間の水域は埋め立てられている。頭上に港大橋が架かり、基部にはサントリー大阪工場が立地する。
- 第3突堤
  - 第7号岸壁（通称：ナナガン）は撮影スポットとして知られていたが、2017年に関係者以外の立入が禁止された[11]。
- 弁天埠頭（安治川突堤北岸壁）
  - 天保山桟橋に代わる内航客船ターミナルとして1965年に供用開始。関西汽船（現・フェリーさんふらわあ）、加藤汽船の大阪側のターミナルとして使われていたが、カーフェリー主体の時代を迎え、1995年に役目を終えた。

### 北港

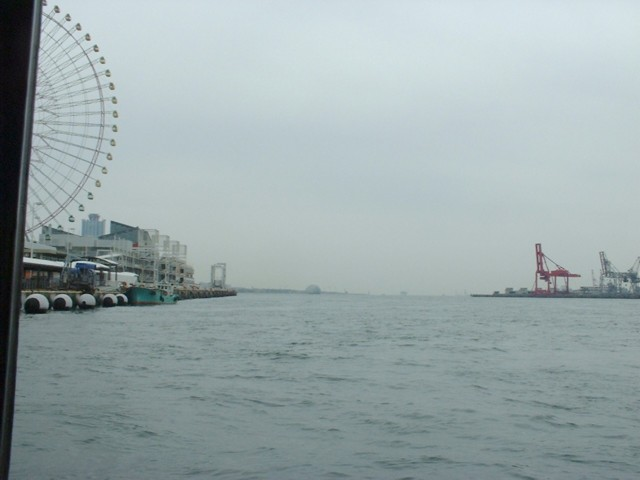
築港（左岸）と対照的な工業港の北港（右岸）
（安治川河口付近、公営渡船（天保山渡）から撮影）

北港（ほっこう）は、新淀川 - 安治川間の此花区に位置する。西六社と呼ばれた汽車製造、日立造船、住友電工、住友金属、大阪ガス、住友化学の大工場を中心に大正時代から重化学工業地帯として発展し、昭和初期に沿岸部が工業港として整備された。現在は倉庫などが並ぶほか、2001年（平成13年）には住友金属の一部および日立造船跡地にユニバーサル・スタジオ・ジャパンが開園。沖合に舞洲・夢洲の人工島が建設されコンテナ港となっている。また舞洲はスポーツ施設やキャンプ場も人気がある。かつて誘致活動が行われた「大阪オリンピック」は舞洲が会場、夢洲が選手村となる予定だった。また、2025年4月13日から10月13日にかけて行われている2025年日本国際博覧会（大阪・関西万博）では夢洲が会場となっている他、舞洲も駐車場の土地として使われている。
主なアクセスは、鉄道の場合は、JRゆめ咲線の桜島駅、阪神本線の野田駅（Osaka Metro千日前線の野田阪神駅、JR東西線の海老江駅と隣接）および大阪環状線・JRゆめ咲線・阪神なんば線の西九条駅から大阪シティバス81系統。

#### 北港の主な施設
- 天保山渡船場（桜島側）
- ユニバーサルシティポート（桜島浮桟橋）
- 大阪北港マリーナ[12]
  - 「おおさかほっこう海の駅」として海の駅に登録している。
- 舞洲
  - 輸入青果品を主に取り扱うほか、舞洲スポーツアイランドが整備されている。
- 夢洲
  - 咲洲（南港）東側に次いでコンテナ埠頭用地（C10 - C12）を備えるほか、2025年大阪・関西万博の会場となっている。

### 南港

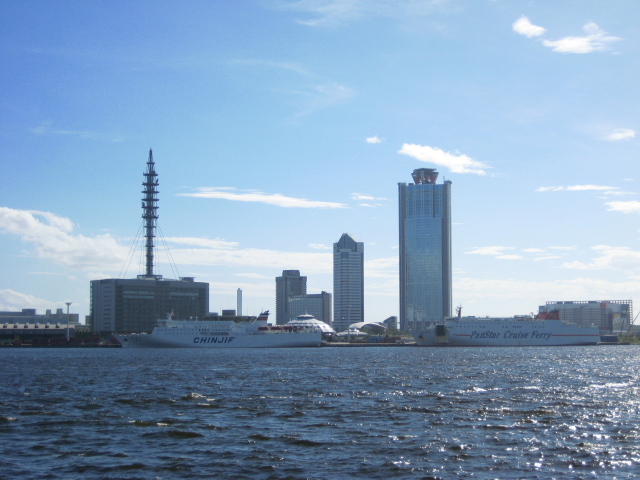
大阪港国際フェリーターミナルを遠望。日中国際フェリーの「新鑑真」（左）と、パンスターラインの「パンスター ドリーム」が停泊中。

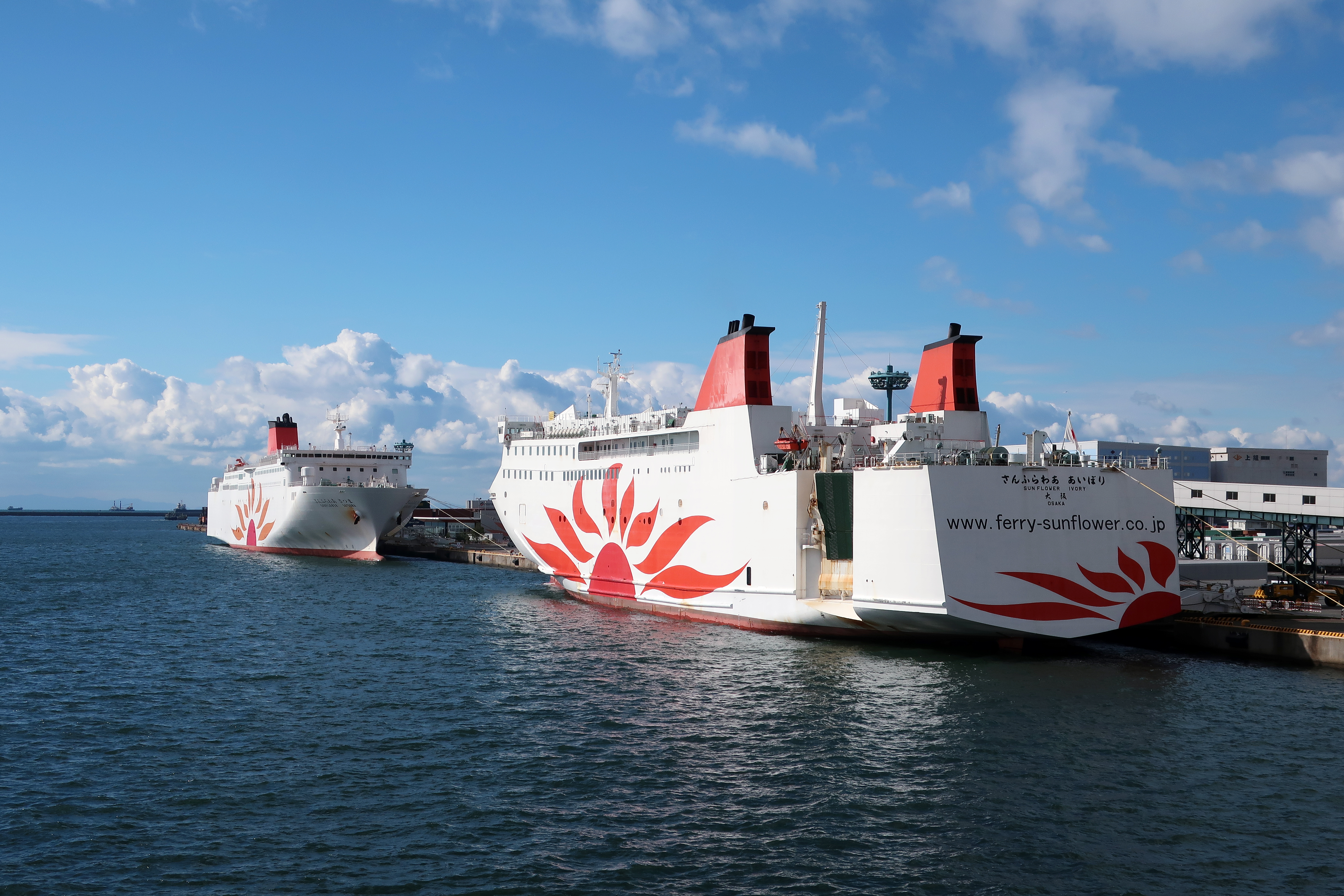
「さんふらわあターミナル」に停泊する「さんふらわあ あいぼり」と「さんふらわあ さつま」（2020年12月撮影）

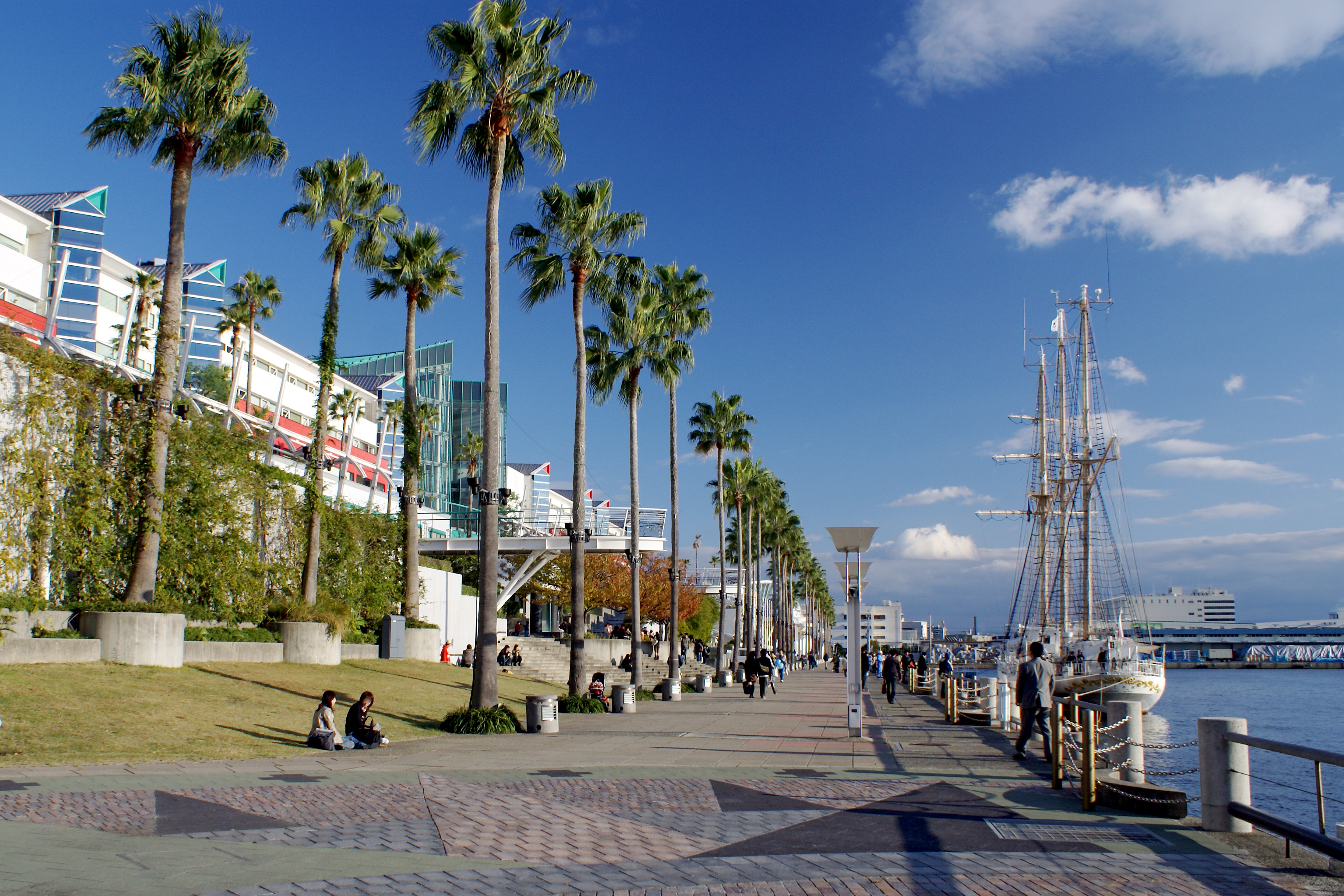
ATCオズ岸壁

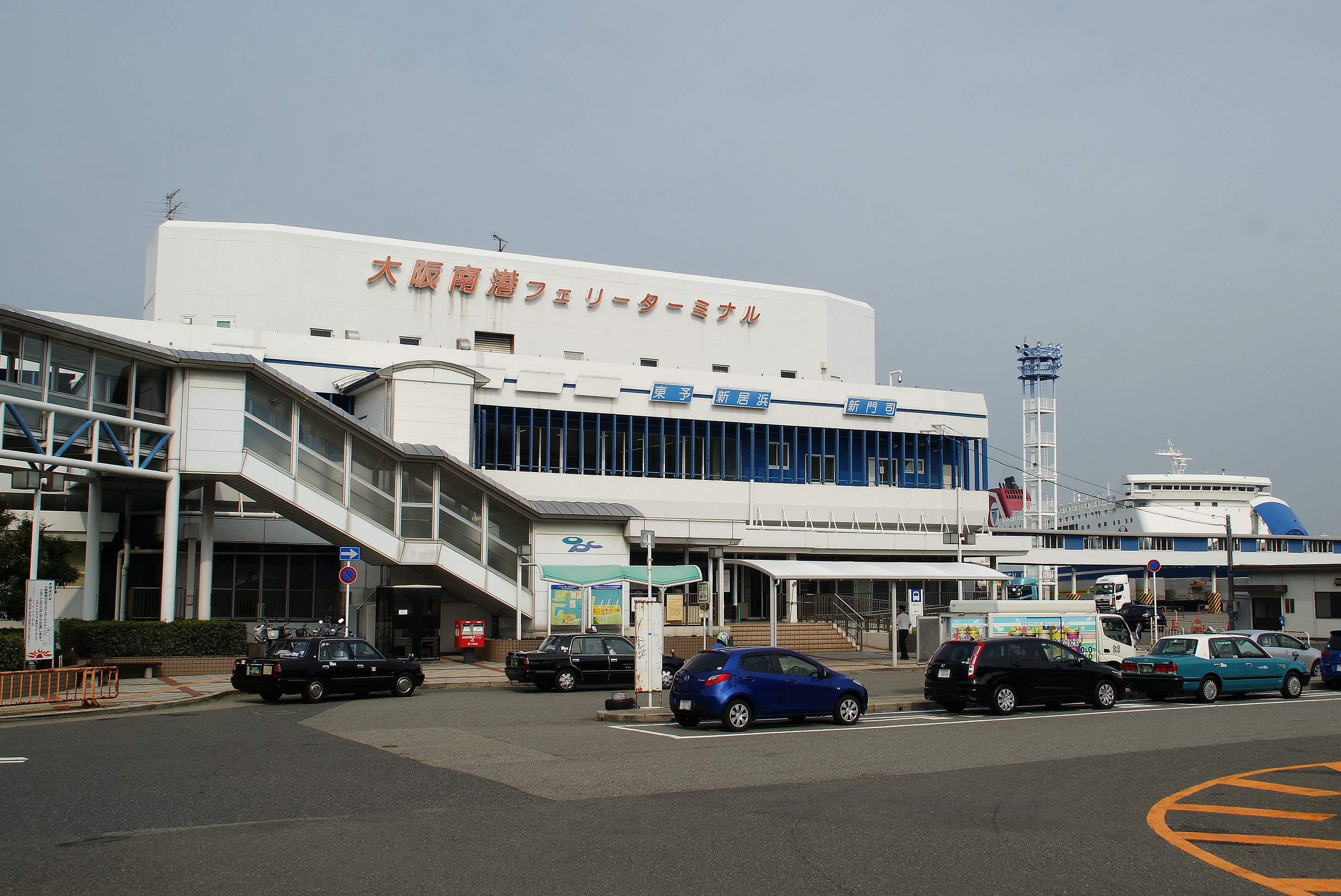
大阪南港フェリーターミナル

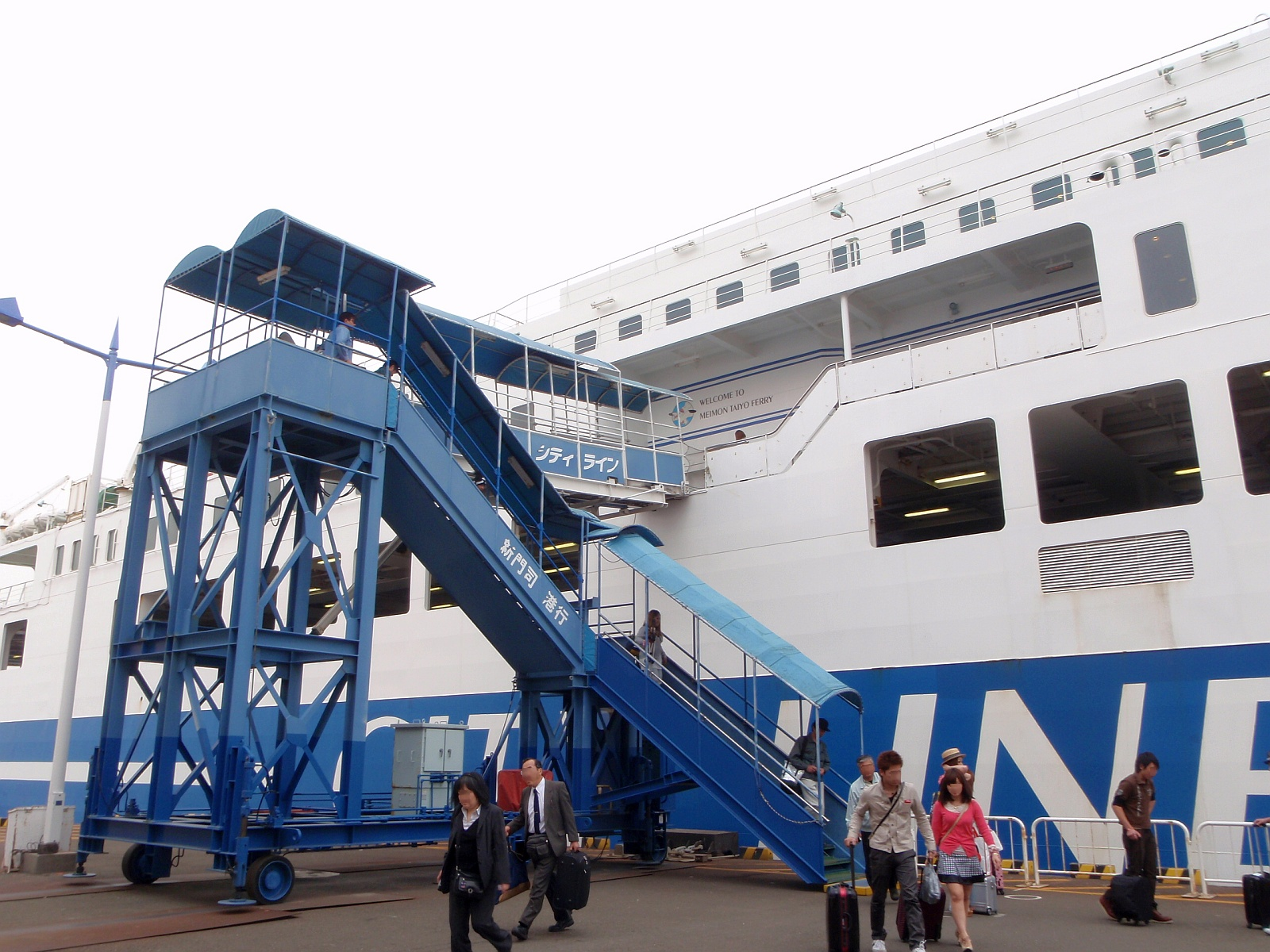
大阪南港フェリーターミナルでの下船風景（F4バース、名門大洋フェリー）

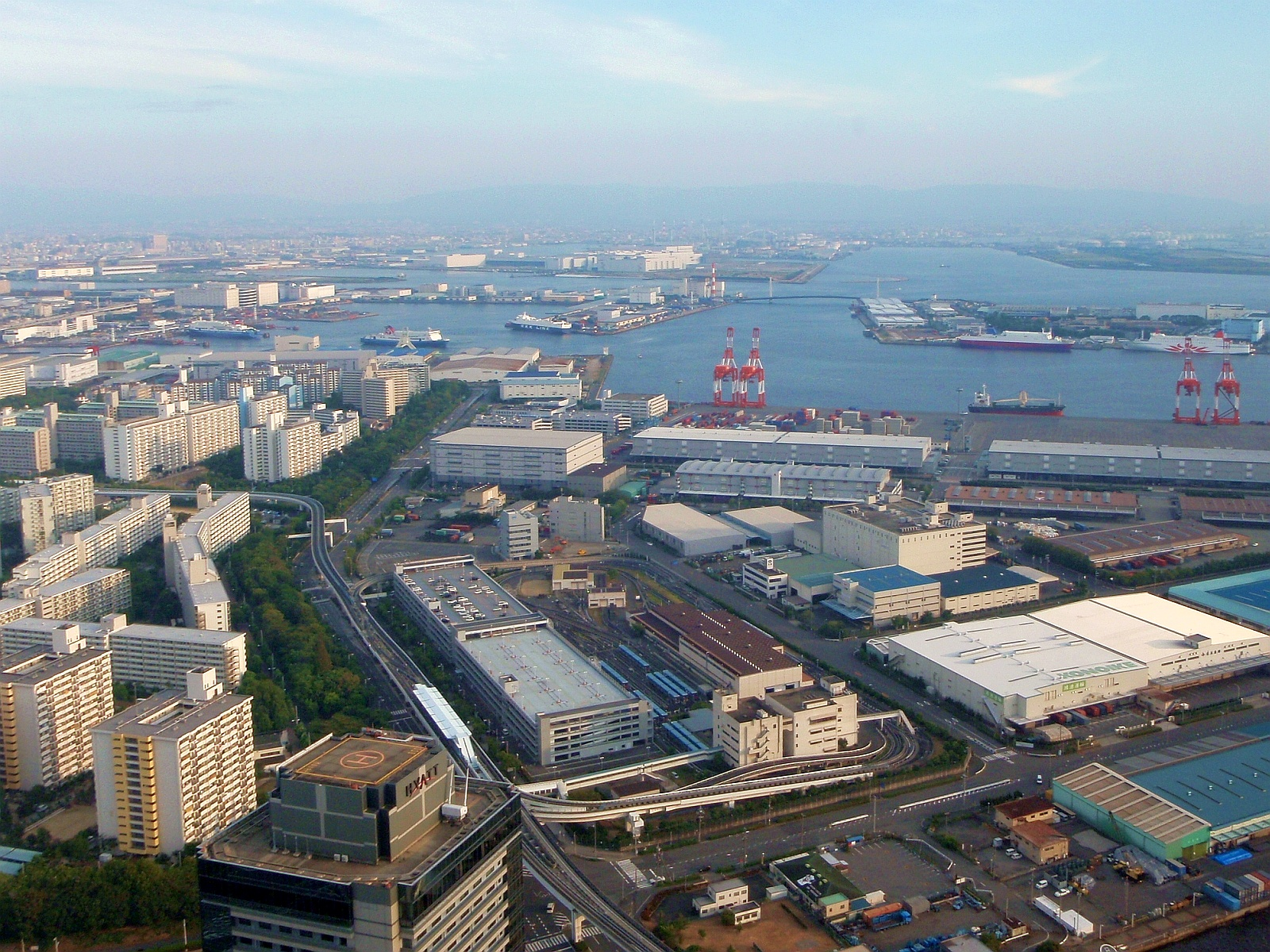
大阪南港フェリーターミナルおよび、かもめフェリーターミナル付近の様子。

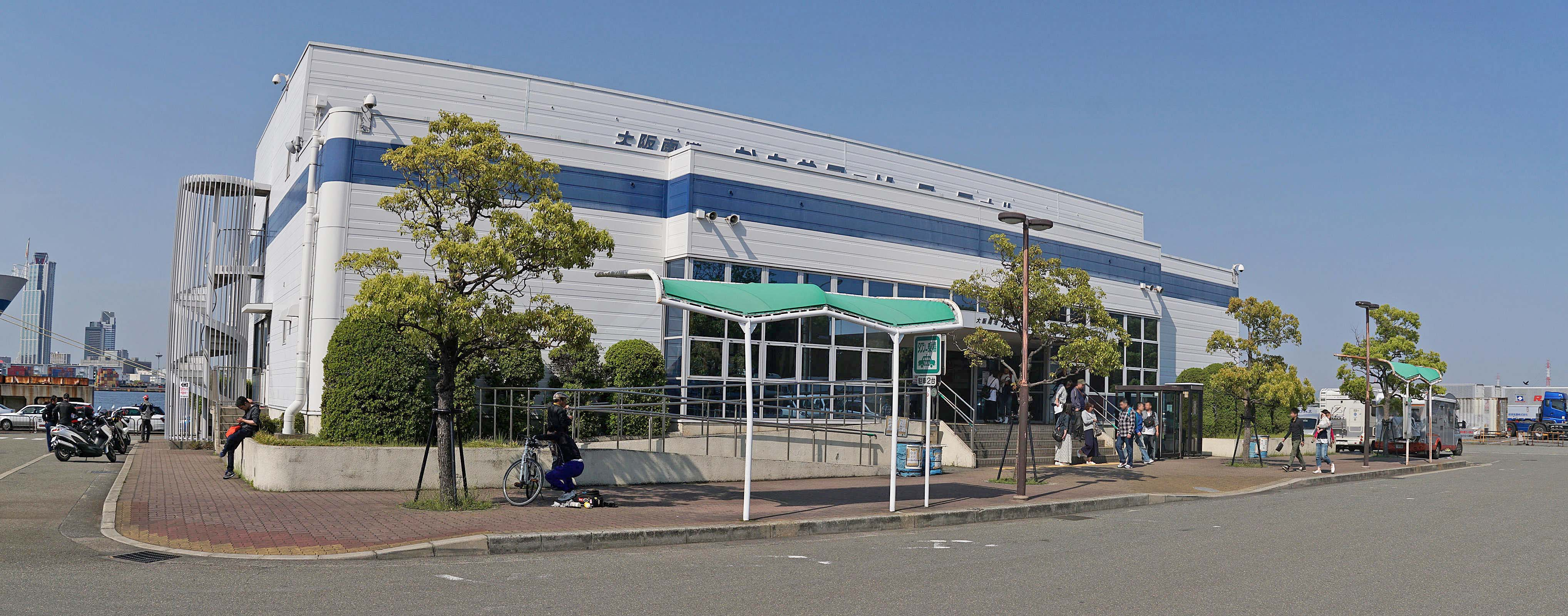
大阪南港かもめフェリーターミナル（廃止）

南港（なんこう）は、木津川 - 大和川間の住之江区に位置する。主に埋め立てにより造成され、尻無川の延長線上まで大きくせり出している。昭和初期に住之江沖に計画された埋立地には国際空港を作る構想もあったが、戦後本格化した埋め立ておよび造成により、弁天埠頭に代わるフェリーターミナルやコンテナ埠頭を設けた。その後、南港水路以北の人工島である咲洲では「南港ポートタウン」の名称のもとで団地建設が進み、相愛大学などの学校、商業施設、公園、なにわの海の時空館がオープンした。
しかし、新たに追加された埋立地に計画された「コスモスクエア」の整備計画（コスモタワーなど）は、バブル期に過大な規模にまで拡大された結果、テナントの撤退や土地の分譲不能など思惑が外れ、その事業費が事業者である大阪市（港湾局）の大きな負担となっている。また橋下徹大阪府知事はワールドトレードセンタービルに大阪府庁の機能を全面移転することを示唆していたが、耐震性の問題などから一部の移転にとどまっている。現在は大規模マンション建設や森ノ宮医療大学の進出、大阪入国管理局の移転など開発が進んでおり、天保山ハーバービレッジなどと合わせて再注目されている。
主なアクセスは、鉄道ならOsaka Metro中央線またはニュートラムが利用できる。
南港で活動する南港生きもの育て隊のアオサ取りで手づくり郷土賞を平成18年度に地域活動部門を、平成22年度には同賞大賞を受賞。

#### 南港の主な施設
大阪港国際フェリーターミナル
交通：最寄り駅はOsaka Metroのコスモスクエア駅。
1996年5月1日供用開始
- KF-1 中日国際輪渡（「新鑑真」「蘇州號」）
  - - 上海港
- KF-2 パンスターフェリー
  - - 釜山港

大阪南港コスモフェリーターミナル「さんふらわあターミナル（大阪）」
交通：最寄り駅はニュートラムトレードセンター前駅。アジア太平洋トレードセンターITM棟隣エレベーター棟から志布志航路用の第2ターミナルへのシャトルバス有。
北埠頭地区南側のコンテナ埠頭をフェリー埠頭に転換し、2008年7月8日から一部供用開始された。南港に従来からある各ターミナル周辺には商業施設が乏しいのに対し、このターミナルはアジア太平洋トレードセンター （ATC） 内にあり、コスモタワーなどと直結している。
2017年1月末、かもめフェリーターミナルを利用していたフェリーさんふらわあの志布志航路がATCビルITM棟の南西に第2ターミナルを新築し移転、従来のITM棟内の施設を第1ターミナルとした。
2017年10月からは、大阪市港湾局の提案型ネーミングライツ制度第1号として本埠頭を発着するフェリーさんふらわあ（現・商船三井さんふらわあ）が2027年までの命名権を取得し「さんふらわあターミナル（大阪）」の呼称となる。
- R−5 商船三井さんふらわあ
  - - 別府国際観光港
- R-3・4 商船三井さんふらわあ
  - - 志布志港

大阪南港フェリーターミナル
交通：最寄り駅はニュートラムフェリーターミナル駅。
愛媛県および九州各地へのフェリー航路が乗り入れており、その船舶数は日本一である。ニュートラム南港ポートタウン線フェリーターミナル駅に直結している。
- 大阪南港フェリーターミナル埠頭
  - F1 名門大洋フェリー
    - - 新門司港 ※第2便が利用

  - F2 （なし）
  - F3 四国オレンジフェリー（四国開発フェリー）
    - - 東予港

  - F4 名門大洋フェリー
    - - 新門司港 ※第1便が利用

  - F5 （なし）
  - F6 （なし）
- 沖縄定航埠頭（RO-RO船埠頭）
  - マルエーフェリー
    - 神戸港 - 大阪南港 - 志布志港 - 名瀬港（奄美大島） - 那覇新港 - 本部港 ※週1-2便、斜字の港へは寄港しないことがある。

  - 近海郵船・琉球海運（共同運航、RO-RO船）
    - 東京港 - 大阪南港 - 那覇新港

大阪港コンテナ埠頭
咲洲東側にコンテナ埠頭用地（C1 - C4、C8 - C9）が広がる。
大阪港ライナー埠頭
中埠頭地区北西側にライナー埠頭（L1 - L7）が広がる。
大阪南港かもめ埠頭（RO-RO船埠頭）
交通：最寄り駅はニュートラムフェリーターミナル駅（ただし、かもめ埠頭へは大阪シティバス15号系統利用「南港南四丁目」バス停下車）。
2017年1月末まではフェリーターミナルを設置。フェリーさんふらわあ志布志航路が北埠頭地区南側へ移転し、RO-RO船利用対応の内貿埠頭に転換。
- F7 （RO-RO船用）
- F8 （RO-RO船用）

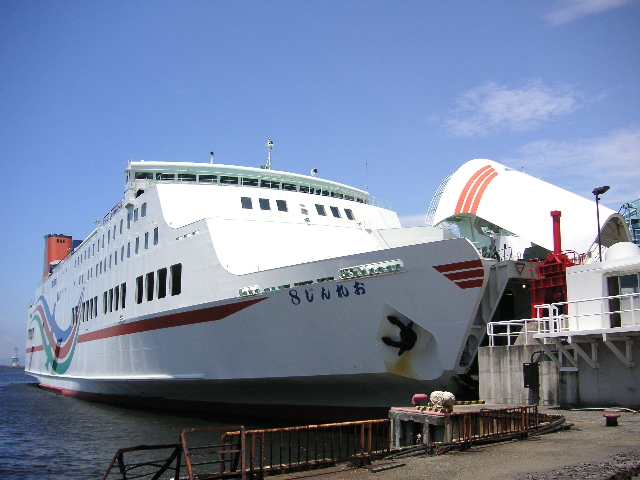
四国開発フェリー「おれんじ8」
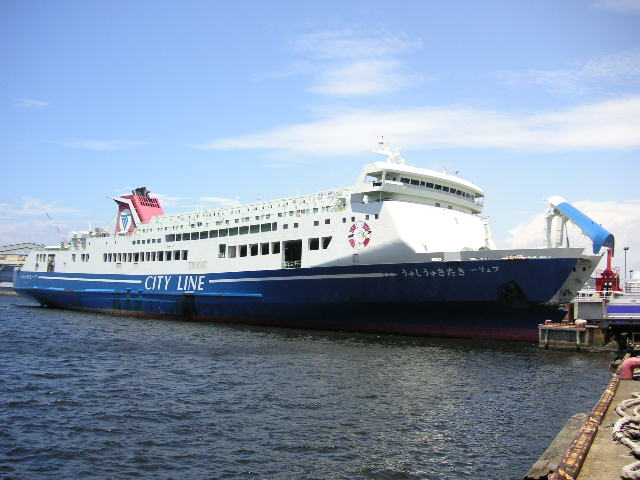
名門大洋フェリー「フェリーきたきゅうしゅう」
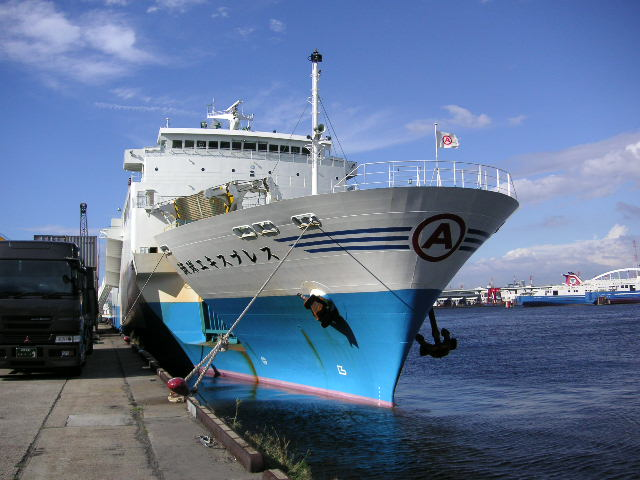
マルエーフェリー「琉球エキスプレス」
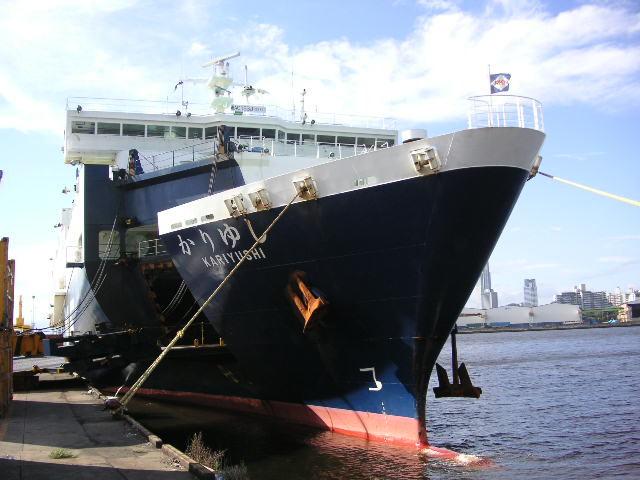
琉球海運「かりゆし」
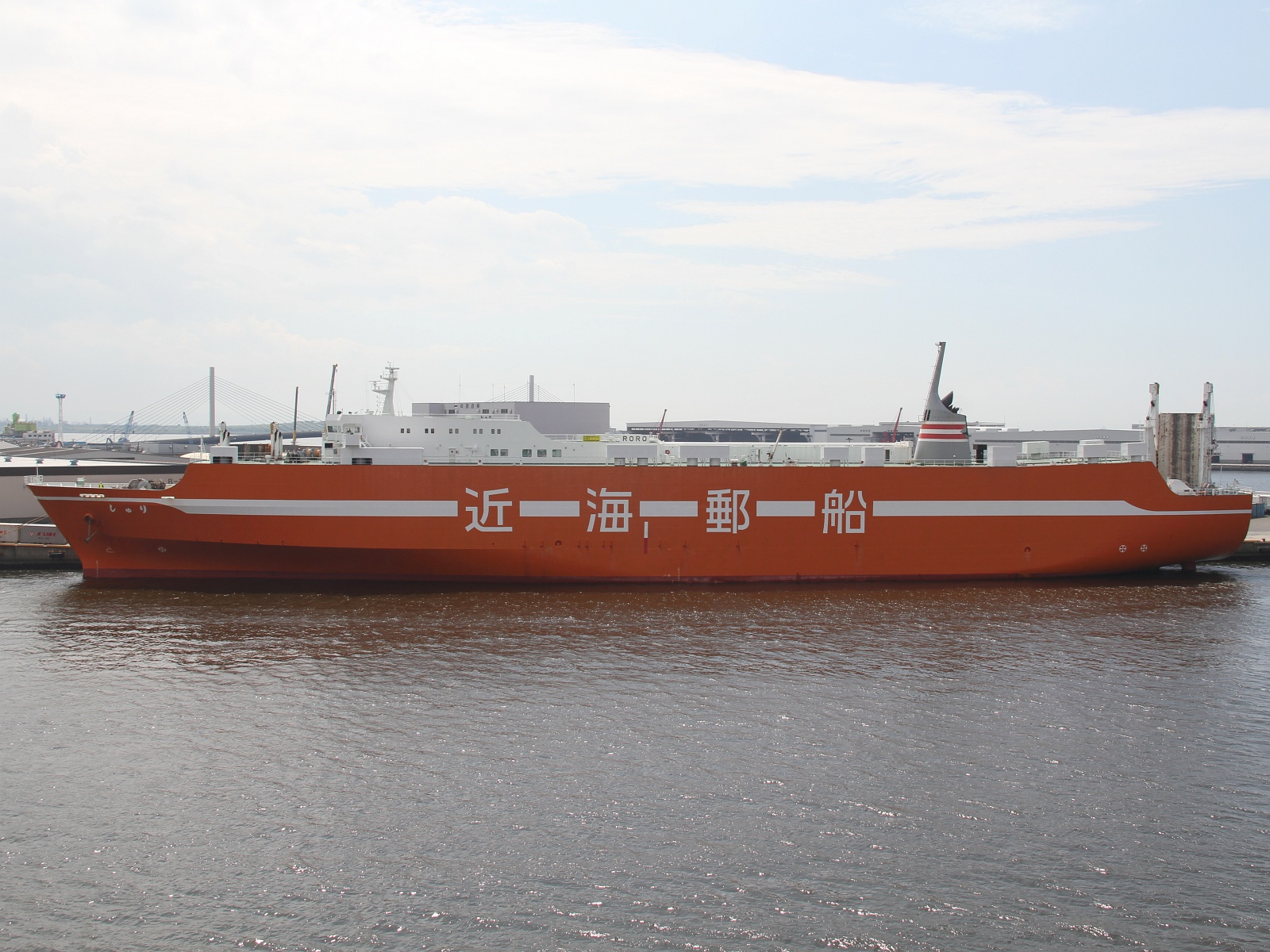
近海郵船物流「しゅり」
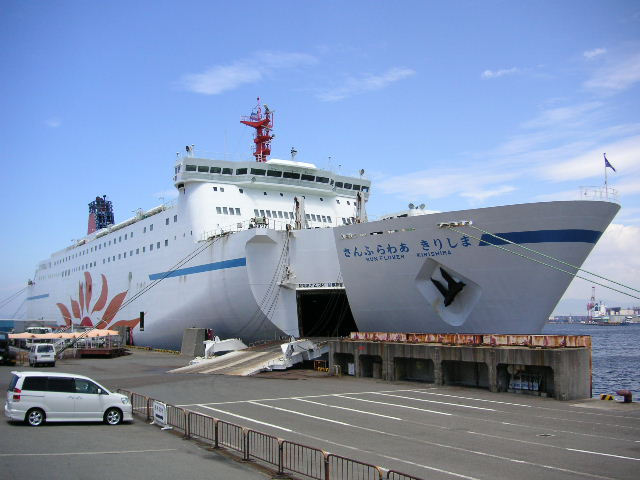
ダイヤモンドフェリー「さんふらわあ きりしま」
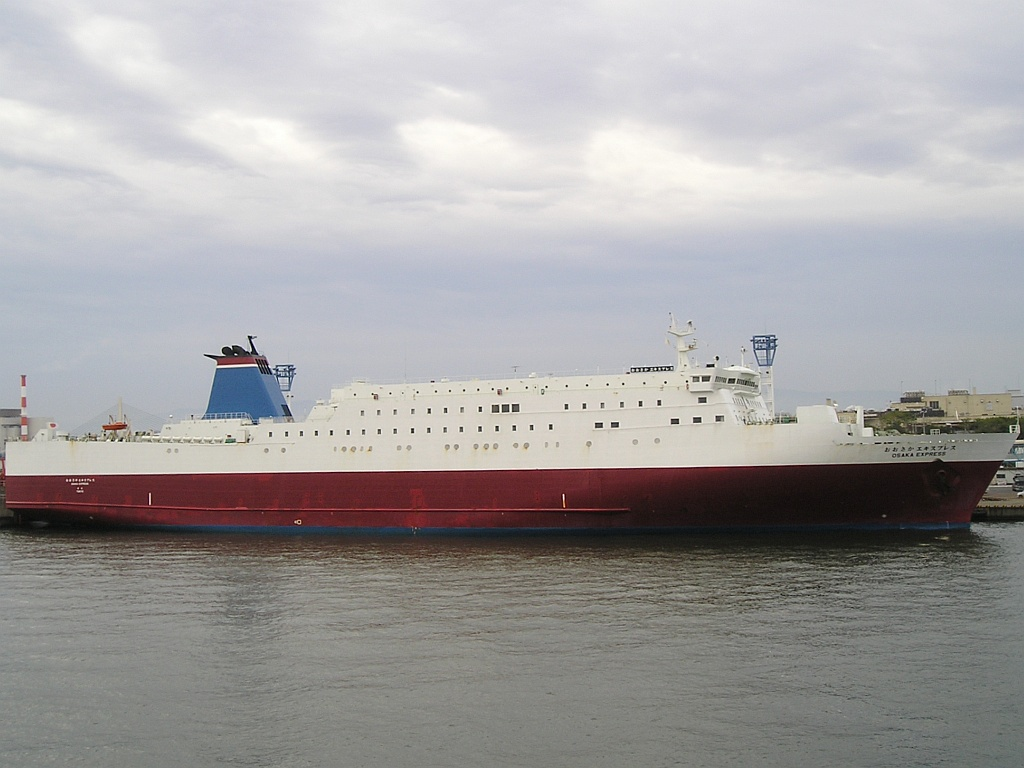
宮崎カーフェリー「おおさかエキスプレス」

## 主な事件・事故
- 1965年8月1日 - 天保山桟橋付近で、港内を周遊する遊覧船「やそしま丸」が、舵がきかず暴走したタグボートに衝突されて転覆・沈没。遊覧船に乗り合わせた乗員・乗客59名中20人が死亡[17]。

## 大阪港開港記念日
旧暦7月15日、新暦9月1日の開港だが、現在は新暦7月15日を大阪港開港記念日としている。同日には各種のイベント（ヨットレース、ヨット体験乗艇など）が開催されている。